# デレスの戦い
デレスの戦い（またはデライの戦い、英：Battle of Deres）は紀元前685年にスパルタと彼らに反乱を起こしたメッセニア人の間で戦われた会戦である。この戦いは第二次メッセニア戦争での最初の会戦でもある。
両軍はこの戦いでは同盟国なしで戦った。戦いは引き分けに終わったが、この戦いで奮戦したメッセニアの王族の末裔アリストメネスは人々に王として認められた。しかし、彼は王にはならずに全権を持った将軍になるのを選んだ。

## 註
1. ↑  パウサニアス, IV. 15. 4